# Kerstin Aspegren
Kerstin Agnes Margareta Bjerre-Aspegren, född Bjerre 8 maj 1935 i Malmö, död 1 november 1987 i Limhamns församling, var en svensk klassisk filolog. 
Aspegren, som var dotter till rektor Birger Bjerre och folkskollärare Lizzie Nilsson, blev filosofie kandidat 1958, filosofie magister 1959, teologie kandidat 1961, filosofie doktor i grekiska 1978 och docent 1985. Hon var lärare i Lund 1958 och 1959–1961, lärare i Göteborg 1962–1965, lektor på teologiska fakulteten vid Lunds universitet 1972–1985 och innehade därefter forskartjänst i jämställdhetsforskning med religionsvetenskaplig inriktning vid Humanistisk-samhällsvetenskapliga forskningsrådet. Hon var medlem av Lutherhjälpens svenska sektion 1955–1959 och styrelseledamot i föreningen Svalorna 1966–1971. I sin doktorsavhandling Bräutigam, Sonne und Mutter: Studien zu einigen Gottesmetaphern bei Gregor von Nyssa (1977) analyserade hon några gudsmetaforer hos Gregorios av Nyssa. Postumt utgavs 1990 The male woman: a feminine ideal in the early church (redigerad av René Kieffer).